# Protéine de lactosérum

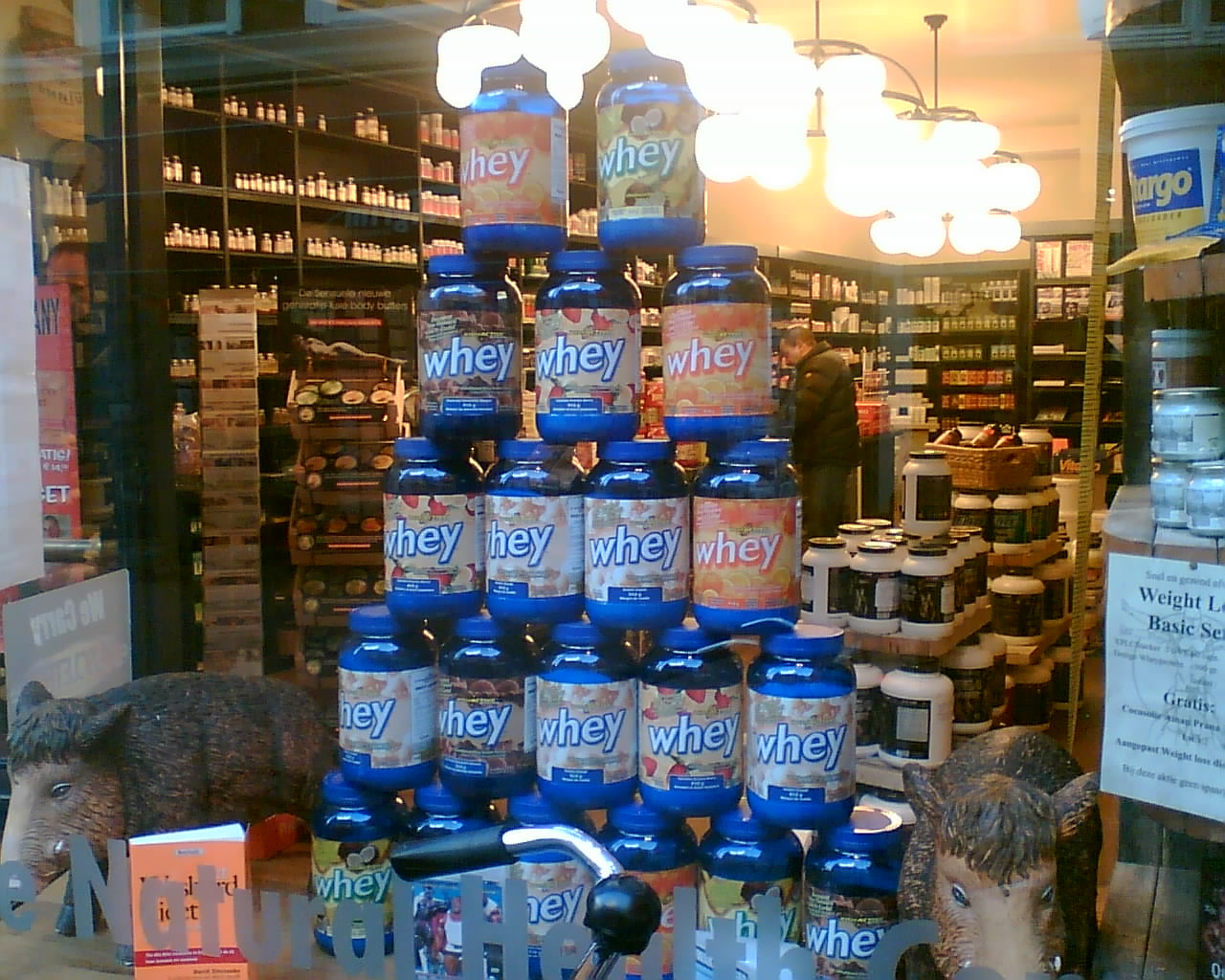
Bocaux de protéines de lactosérum vendus dans le commerce.

La protéine de lactosérum est un mélange de protéines globulaires extraites du petit-lait ou lactosérum (sous-produit de la fabrication du fromage), qui contient presque tout le lactose du lait quand il est produit par coagulation enzymatique, et un peu moins quand il est produit par coagulation acide. Elle est généralement commercialisée en tant qu'additif dans l'industrie agroalimentaire, en particulier comme complément alimentaire, et dans l'industrie de l'alimentation animale comme lactoremplaceur par exemple. 
Les termes « whey proteins » (protéines de lactosérum en anglais), « whey » par simplification, sont utilisés professionnellement et commercialement dans les domaines du sport et de la musculation. Diverses allégations de santé ou d’utilité, assorties de recommandations d'emploi, pour les sportifs leur ont été attribuées. 

## Production
Le lactosérum est produit lors de la coagulation du lait durant le début du processus de production des fromages. Il contient tout ce qui est soluble dans le lait après que le pH soit tombé à 4,6 pendant le processus de coagulation.
C’est une solution d’eau à 5 % de lactose, qui contient aussi des minéraux et de la lactalbumine . Le lactosérum est le liquide jaunâtre qui se forme naturellement à la surface du yaourt lorsque celui-ci repose, résultant de la séparation entre les phases liquide et solide.
La matière grasse résiduelle est séparée et réutilisée pour l'alimentation humaine ou animale.
Le produit est ensuite transformé par simple séchage, ou la teneur en protéines en est augmentée en éliminant les lipides et d'autres matériaux non-protéiques. 
À titre d’exemple un séchage par atomisation après filtration sur membrane permet de séparer les protéines du reste du lactosérum.
Les protéines du lactosérum peuvent être dénaturées par la chaleur (en particulier avec les 72 °C associés au processus de pasteurisation), ce qui déclenche des interactions hydrophobes avec d'autres protéines et la formation d'un gel de protéine. Un lactosérum dénaturé par la chaleur peut encore provoquer des allergies chez certaines personnes.
Dix litres de lait de vache permettent de produire 1 kg de fromage et 9 L de lactosérum (soit 600 g de lactosérum en poudre).

## Composition
Le produit vendu comme « protéines de lactosérum » est un concentré de protéines globulaires essentiellement composé d'albumines isolées à partir de lactosérum ; sa composition varie selon le type de lait et l’animal qui a produit ce lait. Ainsi 20 % des protéines du lait de vache sont retrouvées dans le lactosérum, les 80 % de protéines restant étant de la  caséine, alors que les protéines du lait humain se retrouveraient à 60 % dans le lactosérum, les 40 % restant étant de la caséine humaine.
La fraction protéique du lactosérum constitue environ 10 % du total sec des solides du lactosérum. Ces protéines sont typiquement un mélange complexe de β-lactoglobuline, d'α-lactalbumine, d'albumine de sérum bovin (~8 %) (voire de l'albumine sérique), d'immunoglobulines et de traces de caséinomacropeptides. Toutes ces protéines sont solubles dans leurs formes natives, et indépendamment du pH.

### Source de cystéine
La cystéine est l’un des acides aminés présents dans la protéine de lactosérum (mais aussi dans de nombreux aliments). Elle est utile à la synthèse du glutathion dans le corps, qui est un antioxydant cellulaire ubiquitaire. Des expériences de laboratoire ont suggéré que les protéines de lactosérum et certains de ses composants pourraient réduire le risque de cancer chez les animaux (la caséine notamment aurait des propriétés antimutagènes), ce qui suggère une voie pour la recherche médicale future.

## Principales présentations
Les protéines de lactosérum sont principalement vendus sous différentes formes (dont les trois premières sont obtenues par des techniques parfois dites de « cracking du lactosérum ») : concentré (WPC), isolats de protéines sériques (WPI), hydrolysat (WPH) et lactosérum frais.
1. Les « concentrés de protéines sériques » ont généralement un taux très bas (mais néanmoins encore significatif), de graisse et cholestérol, et en général – par rapport aux autres formes de protéines issues de lactosérum – ils ont des niveaux plus élevés de composés bioactifs, et d’hydrates de carbone sous forme de lactose. Ils contiennent de 29 %  à 89 % de protéines pures en poids.
2. Les « isolats » ont été traités pour supprimer la graisse et le lactose, ils ont généralement moins de composés bioactifs ; ils sont composés à plus de 90 % de protéines (en poids). Tout comme les concentrés de protéines de lactosérum , ils ont un goût doux à légèrement laiteux.
3. Les « hydrolysats » sont des protéines de lactosérum qui sont en quelque sorte prédigérées (partiellement hydrolysées) pour faciliter leur métabolisation. Leur coût est plus élevé[4]. 
Le lactosérum hautement hydrolysé est a priori moins allergène que d'autres formes de lactosérum[6].
4. Les « protéines de lactosérum natif », sont la forme la plus pure de protéines de lactosérum, extraites à partir de lait écrémé (et non pas un sous-produit de la production de fromage).
5. Les protéines de lactosérum fermentées. La fermentation naturelle sous forme de kéfir permet de supprimer le lactose, d'améliorer la digestion du produit et de l'adoucir[11].

## Utilisation industrielle
De grandes quantités de lactosérum et donc de protéines de lactosérum issues de l'industrie fromagère sont aujourd'hui disponibles. En effet, les fabrications « fromagères » par ultrafiltration permettant de récupérer ces protéines à la source existent mais sont restreintes (Pavé d'Affinois, Saint-paulin …). La réincorporation de ces protéines dans le caillé pose des problèmes de texture sauf dans les fromages fondus. La fabrication des fromages de lactosérum ou « recuites » est également restreinte. L'utilisation traditionnelle du lactosérum frais pour la nutrition des porcs ou des bovins est aujourd'hui délaissée par les éleveurs car jugée de mise en œuvre complexe. Les législations environnementales obligent à récupérer ou à traiter le lactosérum. Le traitement en station d'épuration est couteux car la demande biologique en oxygène ou DBO du lactosérum est élevée.
Dans ces conditions, la valorisation des produits du lactosérum après craquage et en particulier celle des lactoprotéines est aujourd'hui considérée par les industriels comme la meilleure solution économique.
Les protéines de lactosérum peuvent être utilisées comme texturant, gélifiant émulsifiant ou moussant. Elles sont utilisés dans les yaourts, les fromages fondus,  les crèmes glacées, les potages déshydratés, les boissons, les mousses de foie, en confiserie et en boulangerie-pâtisserie, dans les laits infantiles et les lactoremplaceurs, enfin en général pour donner du moelleux aux plats préparés (aptitude à la rétention d'eau). Leur image auprès du grand public est meilleure que celles des additifs qu'elles peuvent remplacer comme les agents épaississants (amidon modifié), les agents gélifiants (gélatine) ou émulsifiants (Mono- et diglycérides d'acides gras, E471).
Elles sont particulièrement appréciées dans les compléments alimentaires destinés à la nutrition sportive, la nutrition clinique et la nutrition du troisième âge.
Elles peuvent être utilisées en alimentation animale industrielle, pour la culture des levures et comme cosmétique.

## Effets sur la santé
L'utilisation  importante de protéines de lactosérum comme source d'acides aminés dans les compléments alimentaires, et leurs effets sur la santé publique ou individuelle (et notamment sur le risque cardiovasculaire, de diabète ou de cancer) fait l'objet d’études, surtout depuis 2007.  
Elles pourraient aussi être impliquées dans certaines allergies au lait (cependant la caséine qui est l’un des principaux allergènes potentiels du lait est essentiellement conservée dans le fromage, alors que le petit lait récupère les protéines solubles dans l’eau et non polymérisées, et dans les préparations purifiées le lactose est également retiré) et dans les risques inhérents à tout régime hyperprotéiné au niveau rénal.
Le lactosérum est une source abondante d’acides aminés à chaîne ramifiée (BCAA), qui sont utilisés pour stimuler la synthèse des protéines. 
De la leucine ingérée en grande quantité (en complément alimentaire) stimule la synthèse des protéines, ce qui peut faciliter certains processus de récupération et d'adaptation au stress (exercices sportifs),.
Comme avec d'autres types de protéines, la consommation de protéines de lactosérum peu après un exercice vigoureux peut artificiellement stimuler l'hypertrophie musculaire.
Des travaux scientifiques ont conclu que les protéines riches en acides aminés essentiels (EAA), acides aminés ramifiés (BCAA), et en particulier la leucine (Leu) sont associés à une augmentation de la synthèse des protéines musculaires, avec perte de poids, perte de graisse corporelle, et une diminution de l'insuline plasmatique et des triglycérides.
Tous les muscles ne semblent pas cependant profiter de ces protéines : Ainsi après qu’Hulmi et al. (2009) ont comparé les scores musculaires de patients ayant consommé une boisson protéique issue de lactosérum ou un placebo ; les premiers ont gagné 3 % de section transversale du muscle vaste latéral et 5 % de force musculaire en extension isométrique de la jambe, mais sans bénéfice pour la masse musculaire du haut du corps et par exemple sans aucune augmentation significative du quadriceps fémoral 

## Régimes alimentaires
En tant que sous-produit du processus de fabrication du fromage, probablement fabriqué avec de la présure animale, ce produit peut être refusé par les personnes strictement végétariennes. Il existe des filières spécialisées qui n’utilisent pas de présure animale (voir Fromage#Fromages sans présure) fournissant des produits souvent étiquetés garantis casher et halal.